# Haplocladium tibetanum
Haplocladium tibetanum là một loài Rêu trong họ Thuidiaceae. Loài này được (E.S. Salmon) Broth. mô tả khoa học đầu tiên năm 1907.